# Antigono

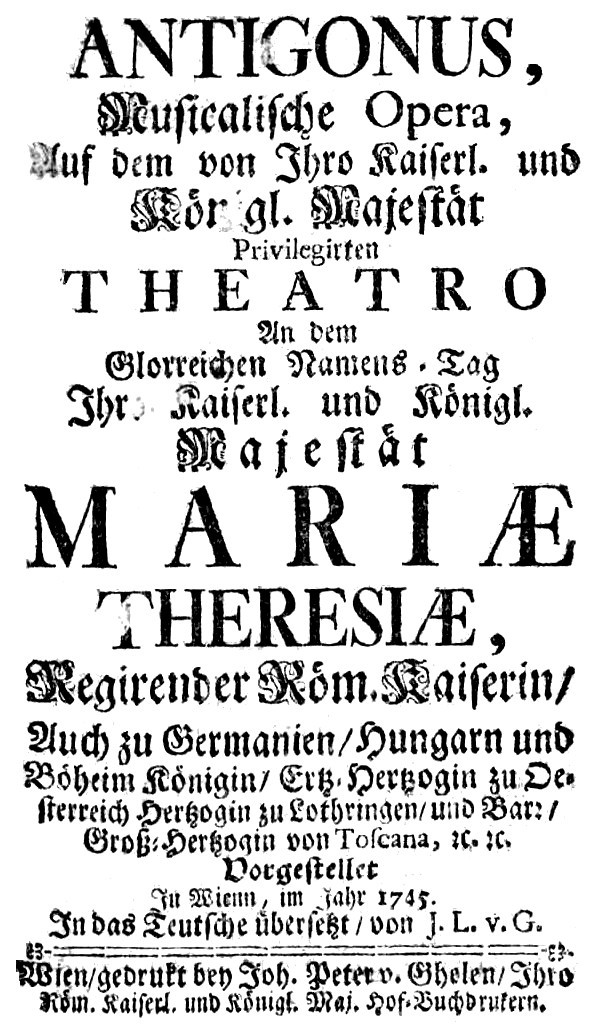
Titelblatt der deutschen Übersetzung, Wien 1745

Antigono (später auch Alessandro, rè d’Epiro genannt) ist ein Opern-Libretto in drei Akten von Pietro Metastasio. Es wurde von zahlreichen Komponisten vertont. Erstmals aufgeführt wurde es in der Vertonung von Johann Adolph Hasse am 10. Oktober 1743 im zum Dresdner Hof gehörenden Hubertusburg. Trotz der Namensähnlichkeit ist es nicht mit den Antigona genannten Libretti von Gaetano Roccaforte und Marco Coltellini zu verwechseln.
Eine deutsche Übersetzung des Librettos von Johann Anton Koch erschien 1773 unter dem Namen Antigonus im fünften Band seiner unvollendet gebliebenen Gesamtausgabe Des Herrn Abt Peter Metastasio Kayserl. Königl. Hofpoetens Dramatische Gedichte.

## Handlung
Die Oper handelt vom makedonischen König Antigono, der mit der ägyptischen Prinzessin Berenice verlobt ist. Auch sein Sohn Demetrio verliebt sich in sie und wird deshalb von seinem Vater verbannt. Als der ebenfalls in Berenice verliebte Alessandro von Epirus in Makedonien einfällt, hält Demetrio seinem Vater die Treue und schlägt Alessandro zurück. Antigono überlässt ihm daraufhin seine Braut.

„ANtigonus Gonatas, König in Macedonien in Berenice eine Printzessin aus Egypten verliebet / begehrte dieselbe / erhielte sie auch zu seiner Gemahlin / und benannte den Tag zu der lang gewünschten Vermählung mit ihr. Aus diesem entstunden seine so große Haus- und andere Unglüks-Fälle. Es entzündete sich eine heftige Liebes-Neigung zwischen dem Printzen Demetrio seinem Sohn / und der Berenice. Der König wurde solche gleichsam ehender gewahr / als die unerfahrne Verliebte es vermerkten / und in seinem eifersüchtigen Zorn schikte er den Printzen / welcher bis dahin sein eintziges Vergnügen / und die Hofnung des Reiches ware / aus der Königl. Residentz in das Elend : Indessen fiele Alexander König in Epiro, welcher nicht erdulden konte / daß ein anderer die Berenice, so ihme abgeschlagen worden / zur Gemahlin erhalten solte / in Macedonien ein / überwande den Antigonum in einer Schlacht / und führete ihn gefangen in Tessalonica. Der verjagte Demetrius kame seinem Vatter in der Gefahr zu Hülf / und trachtete auf alle Weg / und Weise selben in Sicherheit zu bringen; und nachdeme er endlichen das Glück gehabt / ihme das Reich / und die Freyheit zu erhalten / wollte er wiederum in das Elend gehen ; Allein der durch so grosse Proben des Gehorsams / Ehrerbietung / und Liebe zur Zärtlichkeit bewogene Antigonus umarmete denselben / hielte ihn zuruk / und überliesse ihme freywillig den bestrittenen Besitz der Berenice.
Der Grund dieser Geschicht ist aus Tro. Pomp. gezogen / der gröste Theil aber wird erdichtet.
Der Schau-Platz ist in Tessalonica einer an Meer gelegenen Stadt in Macedonien.“

Die folgende Inhaltsangabe basiert auf der 1745 in Wien erschienenen deutschen Übersetzung des Librettos von Johann Leopold von Ghelen.

### Erster Akt
Einsamer Ort in den inneren Gärten des königlichen Palastes
Berenice erzählt Antigonos Tochter Ismene, dass Demetrio von Antigono aus Eifersucht verbannt wurde. Zudem habe ihr früherer Verehrer Alessandro das Land überfallen, und Antigono musste die Hochzeit deswegen aufschieben. Ismene gesteht ihr daraufhin ihre Liebe zu Alessandro, den sie eigentlich als Feind ihres Vaters hassen müsste und zeigt Verständnis für Berenices Liebe zu Demetrio. Dies weist Berenice jedoch zurück. Ihre Neigung gelte einzig ihrem Bräutigam Antigono.
Demetrio fordert Berenice auf, mit ihm zu fliehen, weil Alessandro unmittelbar davorstehe, die Stadt zu erobern. Berenice lehnt dies ab. Antigono kommt hinzu, findet Demetrio bei Berenice und schickt ihn zornig fort. Berenice versucht, Antigono zu besänftigen. Da kommt Demetrio zurück und berichtet von der Ankunft Alessandros im Hafen.
Meereshafen zu Thessaloniki mit vielen Schiffen
Alessandro und sein Feldherr Clearchus treten an Land. Trotz Ismenes Bitten werden Alessandro und Berenice festgenommen. Alessandro bietet Berenice die Ehe an. Sie jedoch möchte Antigono treu bleiben. Antigono wird abgeführt. Alessandro erlaubt Ismene, ihren Vater zu besuchen. Clearchus führt Berenice in die Burg, wo sie die Zeit zum Nachdenken nutzen soll.
Demetrio trifft auf Berenice und seinen alten Freund Clearchus, dem er einmal das Leben gerettet hatte. Dieser behandelt ihn jedoch als Feind und nimmt ihn fest. Nachdem Berenice fortgebracht wurde und sie allein sind, begrüßt Clearchus Demetrio freundschaftlich. Sein voriges Verhalten war nur Tarnung. Er teilt Demetrio mit, dass sein Vater gefangen ist und lässt ihn gehen. Demetrio jedoch beschließt, nicht zu fliehen, sondern seinen Vater zu befreien.

### Zweiter Akt
Zimmer mit Statuen und Gemälden
Clearchus kündigt Alessandro einen Besucher an. Er wundert sich über die trotz seines Sieges trübselige Stimmung Alessandros. Dieser berichtet ihm von der Weigerung Berenices, ihn zu heiraten. Der angekündigte Besucher ist Demetrio. Er bittet Alessandro um die Freilassung Antigonos. Im Gegenzug bietet er sich selbst als Geisel an. Alessandro ist gerührt über diese Sohnesliebe und bereit, Antigono freizulassen. Als einzige Gegenleistung möchte er allerdings Berenice behalten, und Demetrio soll sie dazu überreden.
Demetrio möchte Berenice nicht Alessandro überlassen. Er erzählt ihr von der Bedingung Alessandros. Nach einigem Zögern stimmt sie zu, weil sie es nicht fertigbringt, ihm einen Wunsch abzuschlagen. Demetrio hat an ihrem Verhalten bemerkt, dass Berenice ihn liebt.
Demetrio teilt Alessandro mit, dass Berenice einverstanden ist, ihn zu heiraten. Alessandro ist verwundert über die Qualen, die Demetrio dies bereitet.
Ismene versucht, Alessandro wegen seiner unerwiderten Liebe zu Berenice zu trösten. Dieser teilt ihr mit, dass Berenice der Hochzeit nun zugestimmt habe.
Alessandro lässt Antigono frei. Dessen Freude darüber endet jedoch, als Ismene ihm von Berenices Zustimmung berichtet. Ismene leidet unter ihrer Liebe zu Alessandro.
Große Vorhalle im königlichen Palast
Antigono macht Demetrio Vorwürfe wegen seiner Hilfe dabei, Berenice Alessandro zuzuführen. Da meldet Berenice freudig, dass das makedonische Heer vor den Mauern bereit stehe und ihn erwarte. Sein Feldherr Agenor habe bereits einen ersten Sieg errungen. Bevor er sich jedoch auf den Weg machen kann, wird Antigono von Clearchus aufgehalten. Er soll nun als Geisel dienen. Berenice drängt Demetrio, zu fliehen. Obwohl er ihr ins Gesicht sagt, dass sie ihn liebe, leugnet sie es weiterhin.

### Dritter Akt
Grundfeste eines alten Turms vor den Gefängniszellen
Bevor er seine Zelle betritt, versichert Antigono Ismene, dass er nicht bereit ist, Berenice seinem Feind zu überlassen. Eher wolle er Gift nehmen, als dem zuzusehen. Er bittet Clearchus, Alessandro zu sagen, dass er mit der Bedingung nicht einverstanden ist.
Demetrio hat vor, mit Antigono die Kleidung zu tauschen und an seiner Stelle ins Gefängnis zu gehen. Da die Tür verschlossen ist, geht dies jedoch nicht. Ismene erzählt ihm von Antigonos Entschlossenheit, Gift zu nehmen. Demetrio will dies um jeden Preis verhindern.
Kabinett mit verschlossenen Türen, auf der linken Seite ein Sessel
Demetrio fleht Alessandro an, seinen Vater freizulassen. Als dieser ablehnt, bedroht er ihn mit dem Degen. Widerstrebend gibt ihm Alessandro seinen Siegelring. Demetrio schickt einen Untergebenen damit los, um Antigono zu befreien. Kurz darauf kommt Clearchus und fragt misstrauisch, woher der Siegelring kam. Nachdem Alessandro es ihm gesagt hat, bedroht er Demetrio mit seinem Säbel. Da dieser Alessandro ebenso bedroht, entsteht eine Patt-Situation. Nun meldet Ismene, dass Antigono frei ist. Da sein Ziel damit erreicht ist, übergibt Demetrio Alessandro seinen Säbel. Trotz seines Zorns verzichtet Alessandro auf Rache gegen den nun Wehrlosen.
Berenice preist Demetrio wegen seines Edelmuts und gesteht ihm ihre Liebe. Da er seinen Vater nicht verraten möchte, beschließt er, hinauszugehen und sich zu töten. Berenice bleibt verwirrt zurück.
Königliche Burg
Antigono hat Alessandro gefangen nehmen lassen. Er vermisst nun allerdings Demetrio und lässt ihn suchen. Großzügig lässt er Alessandro frei und gibt ihm auch seinen Degen zurück. Alessandro macht sich Vorwürfe, Ismene so schlecht behandelt zu haben. Da bringt Berenice die Nachricht, dass Demetrio sich wegen seiner unerfüllbaren Liebe zu ihr töten möchte. Sie fleht Antigono an, seinen Sohn zu retten.
Nachdem Ismene bereits voreilig den Tod Demetrios gemeldet hat, erzählt Clearchus, dass er ihn im Wald getroffen und von der Tat abgehalten habe. Demetrio kommt nun ebenfalls. Antigono überlässt ihm als Dank für seine Treue Berenice, und auch Ismene und Alessandro finden zusammen.

## Geschichte
Der historische Hintergrund der Invasion Makedoniens durch Alexander II. von Epirus, den Sieg über Antigonos II. Gonatas und seine Abwehr durch den jungen Demetrios, den Sohn Antigonos’ und späteren Demetrios II. von Makedonien, ist in Marcus Iunianus Iustinus’ Auszug des 26. Buchs von Pompeius Trogus’ Historiae Philippicae überliefert. Als direkte Vorlage für Metastasios Libretto könnte Claude Boyers Schauspiel La mort de Démétrius von 1660 gedient haben. Darin wird die Rahmenhandlung wie bei Metastasio bereits von den komplexen Liebesbeziehungen einschließlich der Liebe Ismenes zu Alexander überlagert.
Im 18. Jahrhundert entstanden mehr als 40 Vertonungen, davon jeweils mindestens sechs für Neapel und Rom. Von seinen durch Johann Adolph Hasse erstmals vertonten Dramen war dies damit das erfolgreichste. Nicola Confortos Vertonung von 1750 war dessen Debüt im Teatro San Carlo in Neapel und wurde noch sieben Jahre später in London erfolgreich aufgeführt. Josep Duran i Pejoán brachte mit seiner Vertonung den italienischen Stil nach Barcelona. Noch im 19. Jahrhundert entstanden die Fassungen von Johann Nepomuk von Poißl und Antonio Gandini. Eine deutsche Übersetzung des Librettos von Johann Leopold von Ghelen erschien 1745 in Wien anlässlich des Namenstags der Kaiserin Maria Theresia.
Joseph Haydn vertonte 1795 die Szene der Berenice aus dem dritten Akt (Szene 7) in seiner Kantate Berenice che fai, Hob XXIVa:10.

## Vertonungen
Folgende Komponisten legten dieses Libretto einer Oper zugrunde:
| Komponist                                                      | Uraufführung                                          | Aufführungsort     | Anmerkungen |  |
| -------------------------------------------------------------- | ----------------------------------------------------- | ------------------ | --- |  |
| Johann Adolph Hasse                                            | 10. Oktober 1743 für den Dresdner Hof von August III. | Hubertusburg       | auch am 20. Januar 1744 im Kleinen Kurfürstlichen Theater in Dresden; am 10. September 1744 in Hamburg; 1744 in Neapel, überarbeitet von Antonio Palella; 1746 in Braunschweig, teilweise deutsch; 1747 in Mailand; 1753 als Alessandro, re d’Epiro im Teatro Ducale in Parma und diverse andere |  |
| Paolo Scalabrini                                               | 1744, Theater an der Kotzen                           | Prag               | auch am 10. September 1744 und am 11. November 1747 in der Oper am Gänsemarkt in Hamburg |  |
| Niccolò Jommelli                                               | September 1744, Teatro Grande                         | Crema              | überarbeitet im Herbst 1746 im Teatro in Lucca; Karneval 1757 im Nuovo Teatro in Cremona |  |
| Andrea Bernasconi                                              | 13. Februar 1745, Teatro San Giovanni Crisostomo      | Venedig            | überarbeitet Karneval 1752 im Teatro Dolfin in Treviso |  |
| Baldassare Galuppi                                             | 24. Mai 1746, King’s Theatre am Haymarket             | London             | erste Fassung |  |
| Georg Christoph Wagenseil                                      | 14. Mai 1750, Schlosstheater Schönbrunn               | Wien               | |  |
| Nicola Conforto                                                | 18. Dezember 1750, Teatro San Carlo                   | Neapel             | auch 1757 im King’s Theatre am Haymarket in London |  |
| Ferdinando Bertoni (Pasticcio)                                 | 4. November 1752, Teatro San Moisè                    | Venedig            | auch Karneval 1754 im Teatro Rangoni in Modena |  |
| Melchiorre Chiesa und Giovanni Battista Sammartini (Pasticcio) | 26. Dezember 1752, Teatro Regio Ducale                | Mailand            | |  |
| Giuseppe Sarti                                                 | 1754, Det Kongelige Teater                            | Kopenhagen         | überarbeitet zur Herbstmesse 1765 im Teatro Filarmonico in Verona |  |
| Gioacchino Cocchi                                              | Karneval 1754                                         | Bergamo            | |  |
| Antonio Maria Mazzoni                                          | Herbst 1755, Palazzo Ribeira / Ópera do Tejo          | Lissabon           | |  |
| Christoph Willibald Gluck                                      | 9. Februar 1756, Teatro Argentina                     | Rom                | |  |
| Antonio Gaetano Pampani                                        | 26. Dezember 1756, Teatro Regio                       | Turin              | auch Karneval 1762 im Teatro Omodeo in Pavia |  |
| Giuseppe Re                                                    | Karneval 1757, Teatro Omodeo                          | Pavia              | |  |
| Antonio Ferradini                                              | 29. April 1759 (Angabe im Libretto: Messe 1758)       | Reggio nell’Emilia | auch Karneval 1760 im Teatro Regio Ducale Vecchio in Mantua |  |
| Josep Duran i Pejoán                                           | um den 30. Juni 1760, Teatro de la Santa Creu         | Barcelona          | |  |
| Baldassare Galuppi                                             | Karneval 1762, Teatro San Benedetto                   | Venedig            | zweite Fassung |  |
| Niccolò Piccinni                                               | 4. November 1762, Teatro San Carlo                    | Neapel             | |  |
| Tommaso Traetta                                                | 16. Juni 1764, Teatro Nuovo                           | Padua              | auch Karneval 1766 im Teatro delle Dame in Rom; am 22. September 1770 im Kaiserlichen Hoftheater in Sankt Petersburg |  |
| Francesco Zannetti                                             | 1765, Teatro Nuovo                                    | Livorno            | |  |
| Giuseppe Scolari                                               | 30. Mai 1766, Teatro San Carlo                        | Neapel             | |  |
| Pietro Alessandro Guglielmi                                    | 31. Januar 1767, Teatro Regio Ducale                  | Mailand            | auch Karneval 1777 im Teatro Nazari in Cremona; Karneval 1778 im Teatro dei Quattro Cavalieri Associati in Pavia |  |
| Gian Francesco de Majo                                         | 26. Dezember 1767, Teatro San Benedetto               | Venedig            | auch im Herbst 1772 im Teatro Condes in Lissabon |  |
| Johann Gottfried Schwanberger                                  | 2. Februar 1768, Hoftheater                           | Braunschweig       | |  |
| Pietro Pompeo Sales                                            | 2. Januar 1769, Cuvilliés-Theater                     | München            | |  |
| Alessandro Felici                                              | 18. Januar 1769, Teatro della Pergola                 | Florenz            | |  |
| Pasquale Cafaro                                                | 13. August 1770, Teatro San Carlo                     | Neapel             | überarbeitet 1774 |  |
| Carlo Ignazio Monza                                            | 18. Februar 1772, Teatro Argentina                    | Rom                | |  |
| Felice Alessandri                                              | Frühling 1773, Teatro Sant’Agostino                   | Genua              | |  |
| Pasquale Anfossi                                               | Himmelfahrtsmesse 1773, Teatro San Benedetto          | Venedig            | auch Karneval 1774 im Teatro della Pergola in Florenz; Somme 1775 im Teatro degli Accademici Risvegliati in Pistoia; Frühling 1779 im Pubblico Teatro in Forlì; Frühling 1780 im Teatro San Sebastiano in Livorno; Karneval 1782 im Teatro Zagnoni in Bologna                                    |  |
| Gaetano Latilla                                                | 13. August 1775, Teatro San Carlo                     | Neapel             | |  |
| anonym                                                         | Herbst 1777, Teatro                                   | Loreto             | weitere Aufführungen anonymer Vertonungen oder Pasticci 1777 im King’s Theatre am Haymarket in London; Herbst 1790 im Teatro degli Avvalorati in Livorno |  |
| Anton Adam Bachschmid                                          | Januar 1778, Hof von Raymund Anton von Strasoldo      | Eichstätt          | |  |
| Michele Mortellari                                             | Karneval 1778, Teatro Ducale                          | Modena             | |  |
| Giuseppe Gazzaniga                                             | 31. Januar 1779, Teatro Argentina                     | Rom                | |  |
| Josef Mysliveček                                               | 5. April 1780, Teatro delle Dame                      | Rom                | |  |
| Paolo Francesco Parenti                                        | 1780er Jahre                                          |                    | vermutlich in den 1780er Jahren komponiert |  |
| Luigi Gatti und Pasquale Anfossi                               | 3. Februar 1781, Teatro alla Scala                    | Mailand            | |  |
| Giovanni Paisiello                                             | 12. Januar 1785, Teatro San Carlo                     | Neapel             | |  |
| Niccolò Antonio Zingarelli                                     | 13. April 1786, Teatro Ducale                         | Mantua             | auch im Herbst 1786 im Teatro Onigo in Treviso; Karneval 1791 im Teatro Rangoni in Modena |  |
| Lorenzo Rossi                                                  | 1788, Teatro Civico                                   | Alessandria        | |  |
| Luigi Caruso                                                   | Karneval 1788, Teatro delle Dame                      | Rom                | überarbeitet am 24. Mai 1794 im Teatro La Fenice in Venedig |  |
| Francesco Ceracchini                                           | 21. Oktober 1794, Teatro della Pergola                | Florenz            | |  |
| Antonio de Santis                                              | 12. Januar 1798, Teatro San Carlo                     | Neapel             | |  |
| Johann Nepomuk von Poißl                                       | 12. Februar 1808, Cuvilliés-Theater                   | München            | als Antigonus, „ernsthafte Oper“ in drei Akten |  |
| Antonio Gandini                                                | 28. Oktober 1824, Teatro di Corte                     | Modena             | |  |

## Aufnahmen und Aufführungen in neuerer Zeit
- Christoph Willibald Gluck:
  - 2019: Aufführung im Markgräflichen Opernhaus Bayreuth im Rahmen der Internationalen Gluck-Festspiele. Händelfestspielorchester Halle, Leitung: Michael Hofstetter. Sänger: Mauro Peter (Antigono), Anna Kasyan (Berenice), Samuel Marino (Demetrio), Francesca Lombardi Mazzulli (Ismene), Valer Sabadus (Alessandro), Terry Wey (Clearco).[59] Ein Mitschnitt wurde am 20. Juli 2019 auf Deutschlandfunk Kultur gesendet.[60]
- Johann Adolph Hasse:
  - 1999: Aufführung in der Kirche von Lohmen. Batzdorfer Hofkapelle, Leitung: Stefan Maass. Sänger: Jean Pascal Schulze (Alessandro, Ismene), Antje Bitterlich (Berenice), Britta Schwarz (Demetrios), Tom Quaas (Sprecher). Ein Mitschnitt wurde am 3. Oktober 1999 auf MDR Kultur gesendet.[4][61]
- Antonio Maria Mazzoni:
  - 2011/2014: CD. Divino Sospiro, Leitung: Enrico Onofri. Sänger: Michael Spyres, Geraldine McGreevy, Pamela Lucciarini, Ana Quintans, Maria Hinojosa Montenegro, Martín Oro[62]

## Digitalisate
1. ↑  Johann Anton Koch: Des Herrn Abt Peter Metastasio Kayserl. Königl. Hofpoetens Dramatische Gedichte, aus dem Italiänischen übersetzt. Fünfter Band. Krauß, Frankfurt und Leipzig 1773 als Digitalisat beim Münchener Digitalisierungszentrum.
2. 1 2 3  Libretto (deutsche Übersetzung von Johann Leopold von Ghelen), Wien 1745 als Digitalisat beim Münchener Digitalisierungszentrum.
3. ↑  Libretto (italienisch)  der Oper von Johann Adolph Hasse, Verona 1748. Digitalisat im Corago-Informationssystem der Universität Bologna.
4. ↑  Libretto (italienisch/deutsch) der Oper von Paolo Scalabrini, Hamburg 1744 als Digitalisat beim Staatsbibliothek zu Berlin.
5. ↑  Libretto (italienisch) der Oper von Niccolò Jommelli, Lucca 1746 als Digitalisat im Internet Archive.
6. ↑  Libretto (italienisch)  der Oper von Andrea Bernasconi, Venedig 1745. Digitalisat im Corago-Informationssystem der Universität Bologna.
7. ↑  Libretto (italienisch)  der Oper von Ferdinando Bertoni, Venedig 1752. Digitalisat im Corago-Informationssystem der Universität Bologna.
8. ↑  Libretto (italienisch)  der Oper von Melchiorre Chiesa, Mailand 1752. Digitalisat im Corago-Informationssystem der Universität Bologna.
9. ↑  Libretto (italienisch)  der Oper von Antonio Mazzoni, Lissabon 1755. Digitalisat im Corago-Informationssystem der Universität Bologna.
10. ↑  Libretto (italienisch) der Oper von Christoph Willibald Gluck, Rom 1756 als Digitalisat beim Münchener Digitalisierungszentrum.
11. ↑  Libretto (italienisch) der Oper von Antonio Gaetano Pampani, Turin 1757 als Digitalisat im Internet Archive.
12. ↑  Libretto (italienisch)  der Oper von Antonio Ferradini, Reggio nell’Emilia 1758. Digitalisat im Corago-Informationssystem der Universität Bologna.
13. ↑  Libretto (italienisch/spanisch) der Oper von Josep Durán, Barcelona 1760 als Digitalisat bei Google Books.
14. ↑  Libretto (italienisch)  der Oper von Baldassare Galuppi, Venedig 1762. Digitalisat im Corago-Informationssystem der Universität Bologna.
15. ↑  Libretto (italienisch) der Oper von Pietro Alessandro Guglielmi, Mailand 1767 als Digitalisat bei Google Books.
16. ↑  Libretto (italienisch/deutsch) der Oper von Pietro Pompeo Sales, München 1769 als Digitalisat beim Münchener Digitalisierungszentrum.
17. ↑  Libretto (italienisch) der Oper von Pasquale Cafaro, Neapel 1770 als Digitalisat im Museo internazionale e biblioteca della musica di Bologna.
18. ↑  Libretto (italienisch) der Oper von Carlo Ignazio Monza, Rom 1772 als Digitalisat im Museo internazionale e biblioteca della musica di Bologna.
19. ↑  Libretto (italienisch) der Oper von Pasquale Anfossi, Florenz 1774 als Digitalisat im Museo internazionale e biblioteca della musica di Bologna.
20. ↑  Libretto (italienisch) der Oper von Gaetano Latilla, Neapel 1775 als Digitalisat im Museo internazionale e biblioteca della musica di Bologna.
21. ↑  Libretto (italienisch)  der Oper von anonym, Livorno 1790. Digitalisat im Corago-Informationssystem der Universität Bologna.
22. ↑  Libretto (italienisch/deutsch) der Oper von Anton Adam Bachschmid, Eichstätt 1778 als Digitalisat der Universität der Universitätsbibliothek Eichstätt-Ingolstadt.
23. ↑  Libretto (italienisch)  der Oper von Michele Mortellari, Modena 1778. Digitalisat im Corago-Informationssystem der Universität Bologna.
24. ↑  Libretto (italienisch) der Oper von Giuseppe Gazzaniga, Rom 1779 als Digitalisat im Museo internazionale e biblioteca della musica di Bologna.
25. ↑  Libretto (italienisch) der Oper von Josef Mysliveček, Rom 1780 als Digitalisat im Museo internazionale e biblioteca della musica di Bologna.
26. ↑  Libretto (italienisch) der Oper von Luigi Gatti und Pasquale Anfossi, Mailand 1781 als Digitalisat im Internet Archive.
27. ↑  Libretto (italienisch) der Oper von Giovanni Paisiello, Neapel 1785 als Digitalisat im Museo internazionale e biblioteca della musica di Bologna.
28. ↑  Libretto (italienisch)  der Oper von Niccolò Antonio Zingarelli, Mantua 1786. Digitalisat im Corago-Informationssystem der Universität Bologna.
29. ↑  Libretto (italienisch) der Oper von Luigi Caruso, Rom 1788 als Digitalisat im Museo internazionale e biblioteca della musica di Bologna.
30. ↑  Libretto (italienisch)  der Oper von Antonio de Santis, Neapel 1798. Digitalisat im Corago-Informationssystem der Universität Bologna.
31. ↑  Libretto (deutsch) der Oper von Johann Nepomuk von Poißl, München 1808 als Digitalisat beim Münchener Digitalisierungszentrum.
32. ↑  Libretto (italienisch)  der Oper von Antonio Gandini, Modena 1824. Digitalisat im Corago-Informationssystem der Universität Bologna.